# Броди, Таль
Талбот (Таль) Броди (англ. Talbot 'Tal' Brody; род. 30 августа 1943, Трентон, Нью-Джерси) — американский и израильский баскетболист. Обладатель Кубка чемпионов ФИБА 1976/77 в составе команды «Маккаби» (Тель-Авив), десятикратный чемпион Израиля и шестикратный обладатель Кубка Израиля. Лауреат Премии Израиля (1979), лауреат премии «Боней Цион» (2015), член Международного еврейского спортивного зала славы (1996) и Национального еврейского спортивного зала славы США (2011).

## Биография

### Детство и студенческие годы
Талбот Броди родился в Трентоне (штат Нью-Джерси) в еврейской семье. Его дед и отец иммигрировали в США в 20-е годы из Палестины через Восточную Европу. Таль начал играть в баскетбол в восемь лет в Трентонском еврейском центре, затем в местном детском клубе и сборной школы. В старших классах он был лидером школьной команды, выиграв с Центральной старшей школой Трентона чемпионат штата в 1960 году и закончив последний сезон с 15,3 очка и 4 подборами за игру. По окончании школы более чем 40 колледжей и университетов предлагали ему стипендию в расчёте на его присоединение к их командам, но Броди выбрал относительно слабый в спортивном отношении Иллинойсский университет, полагая, что в команде такого уровня он будет играть более заметную роль. Его ожидания оправдались: при его участии команда Иллинойса выиграла в 1963 году чемпионат конференции Большой десятки и дошла до Центрально-Восточного регионального финала (следующего такого успеха «Файтинг Иллинай» добьются только в 1980 году), а сам Броди был единственным второкурсником, игравшим в стартовой пятёрке. В следующие два года Броди включался в состав символических любительских сборных США, вместе с такими будущими звёздами НБА, как Рик Бэрри, Билл Брэдли и Билли Каннингем.
В 1965 году, в год, когда Броди заканчивал первую степень в университете, он был выбран под общим 12-м номером на драфте НБА командой «Балтимор Буллетс». В этот же год он был включён в сборную американских евреев, защищавшую цвета США на Маккабиаде — Всемирных еврейских играх, проходящих в Израиле, и завоевал с ней золотые медали. Во время нахождения в Израиле он получил предложение остаться в этой стране и помочь развитию в ней баскетбола. Оба предложения (и от «Буллетс», и от израильтян) Таль отклонил, собираясь продолжать учёбу и получить степень магистра.

### Профессиональная карьера и выступления в сборных
В 1966 году Броди вновь отклонил предложение выступать в НБА, поступившее на этот раз от клуба «Атланта Хокс», которому «Буллетс» продали права на его контракт. Но в том же году к нему вновь обратились израильтяне — теперь представители ведущего баскетбольного клуба страны, «Маккаби» (Тель-Авив). Им удалось уговорить американца подписать с командой годичный контракт. Сезон 1966/67 годов Броди закончил с «Маккаби» в финале Кубка обладателей кубков — второго по значимости европейского клубного турнира. Хотя израильтяне уступили в финале итальянскому суперклубу «Иньис» (Варезе), сам выход в финал стал сенсацией — до этого израильская команда обычно проигрывала уже на первом этапе розыгрыша европейских турниров. Кроме того, на пути в финал «Маккаби» пришлось решать казавшуюся невозможной задачу — отыграться после поражения в Бадалоне с разницей в 32 очка от местного «Ховентута». Израильтяне справились, выиграв на своей площадке тоже ровно 32 очка, а в добавочном третьем матче победили с разницей в 26 очков. Это событие стало известно как «Бадалонское чудо».
Вскоре после финала против «Иньиса» началась Шестидневная война. Американские власти обратились к Броди, как и к другим гражданам США, покинуть зону военных действий, но он остался в Израиле и даже выступал перед израильскими солдатами на иорданской границе. По итогам 1967 года Броди был признан «Спортсменом года» в Израиле.
В 1968 году Броди был призван в Вооружённые силы США. Время его службы выпало на годы Вьетнамской войны, но талантливый спортсмен не был отправлен на фронт. Вместо этого он был включён в сборную команду армии США и провёл службу в её рядах. В 1969 году он даже получил возможность вторично выступить на Маккабиаде, причём на сей раз сыграл уже за сборную Израиля, снова став чемпионом. В 1970 году он был приглашён в национальную сборную США на чемпионат мира в Югославии. Состав американской команды был достаточно слабым (за неё выступал будущий двукратный чемпион НБА Билл Уолтон, но он был слишком молод, чтобы внести в её игру существенный вклад), и в итоге она осталась лишь пятой. Броди завершил турнир на третьем месте в списке бомбардиров сборной с 10,4 очка за игру, лучшие свои матчи проведя против команд Австралии (19 очков) и Чехословакии (17).
В 1970 году Броди совершил алию, получив израильское гражданство, и уже со следующего года начал регулярные выступления в национальной сборной Израиля. Он сыграл за сборную на трёх чемпионатах Европы и двух предолимпийских турнирах, а в общей сложности провёл за команду 78 игр, набрав 1219 очков. В течение всей оставшейся карьеры Таль выступал только за один клуб — тель-авивский «Маккаби», в общей сложности завоевав в его составе десять званий чемпиона Израиля и шесть Кубков Израиля; на его счету 4049 очков, набранных в играх чемпионата Израиля.

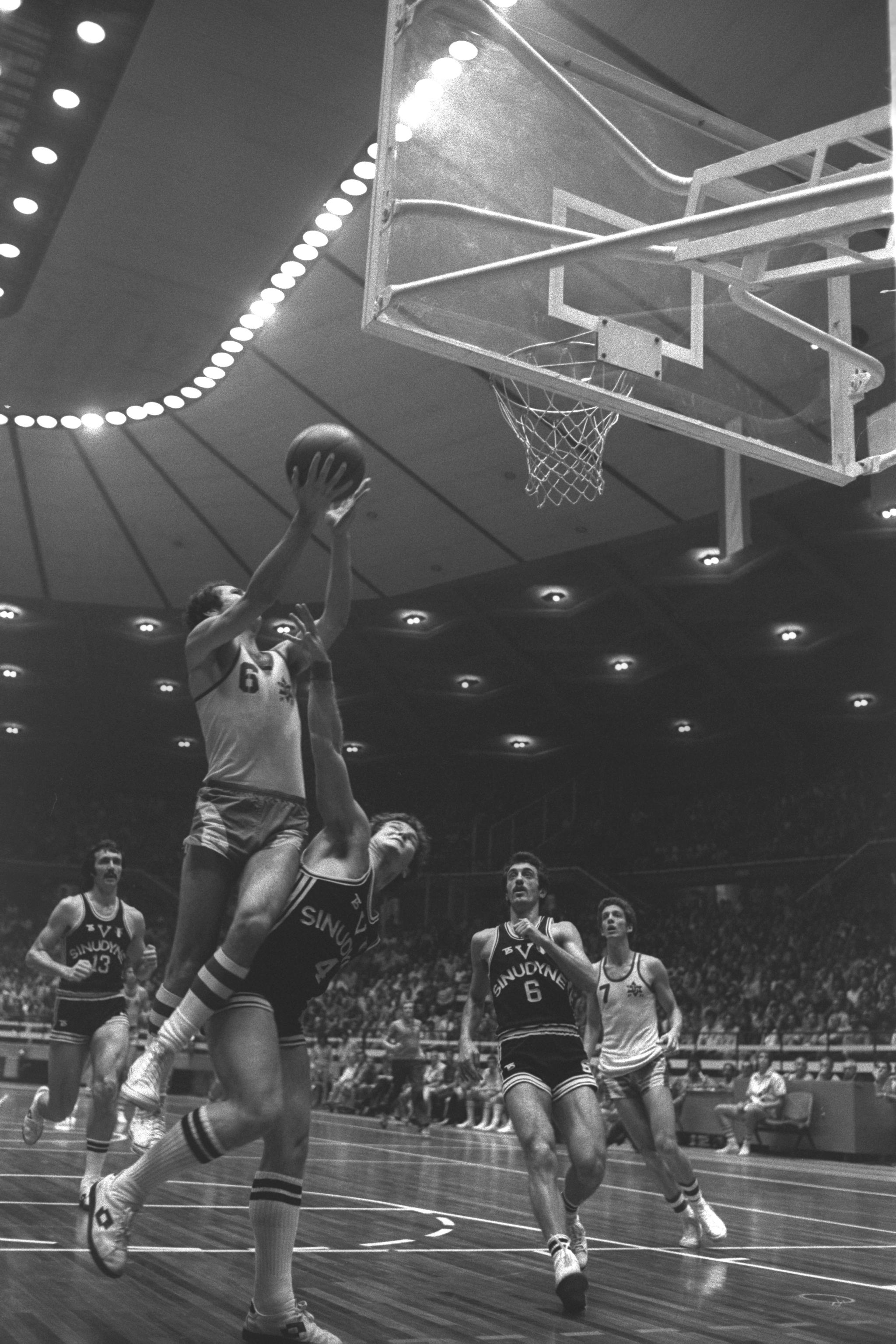
Таль Броди проводит бросок в матче против «Виртуса» (Болонья), октябрь 1976 года

Однако главного достижения своей игровой карьеры Броди добился в Кубке чемпионов ФИБА в сезоне 1976/77 годов. В полуфинале этого турнира, уже победив именитый мадридский «Реал», «Маккаби» встречался с одним из сильнейших клубов Европы — московским ЦСКА. В разгар Холодной войны и в условиях разорванных дипломатических отношений советская сторона отказалась встречаться с израильтянами как на своей площадке, так и в Тель-Авиве, и для матча была выбрана нейтральная площадка — бельгийский город Виртон. Несмотря на давление, «Маккаби» уверенно победил со счётом 91:79. После матча Броди произнёс слова, которые стали в Израиле крылатыми:

Мы на карте, и мы остаёмся на карте — не только в спорте, но и во всём!Оригинальный текст (иврит)אנחנו במפה ואנחנו נשארים במפה - לא רק בספורט, בהכל

После победы над ЦСКА клубу Броди предстоял финал с теми же соперниками, что и десять лет назад — итальянской командой из Варезе, теперь носившей спонсорское название «Мобилджирджи». Задачу осложнял тот факт, что тель-авивцы перед этим уже дважды проиграли «Мобилджирджи» в регулярном сезоне. Матч проходил в Белграде, столице социалистической Югославии, также не имевшей дипломатических отношений с Израилем. Самолёт El Al, на котором прилетели в Белград игроки «Маккаби», стал первым израильским самолётом, получившим разрешение на посадку в Югославии. Вслед за ним прибыло несколько чартерных рейсов с пятью тысячами болельщиков, включая первый в истории белградского аэропорта Boeing 747. К перерыву израильская сторона вела девять очков, но за семь секунд до конца игры преимущество «Маккаби» стало минимальным: команда вела 78:77, и мяч был у игроков «Варезе», однако хорошая защита израильтян не позволила итальянцам вырвать победу, прервав комбинацию, разыгрываемую Альдо Оссолой и Бобом Морсом. В этом чемпионском матче Броди, капитан «Маккаби», набрал только 9 очков — намного меньше, чем Джим Ботрайт и Мики Беркович, — но именно ему президент ФИБА Борислав Станкович вручил после игры Кубок чемпионов. Возвращение «Маккаби» в Израиль приветствовали 150 тысяч болельщиков.
В общей сложности Таль Броди провёл за «Маккаби» в Европе 81 игру, набрав 1378 очков. Он продолжал выступления до 1980 года, и ещё до окончания игровой карьеры был удостоен высшей гражданской награды еврейского государства — Премии Израиля.

### После окончания игровой карьеры
Закончив выступления, Броди на короткое время стал помощником тренера в «Маккаби». С середины 1980-х годов он занимался созданием баскетбольных школ в Израиле, а также служил посредником в контактах между «Маккаби» и НБА. Благодаря его усилиям «Маккаби» регулярно участвовал в товарищеских матчах с командами НБА.
Основным источником доходов для Броди после окончания спортивной карьеры является страховой бизнес. Он также пробовал свои силы в политике, и в 2008 году официально участвовал во внутренних выборах в партии «Ликуд», отозвавшись на предложение лидера партии Биньямина Нетаньяху. Броди отказался баллотироваться по национальному списку и предпочёл бороться за место от Центрального округа (включающего Раанану, где он проживает), но проиграл там Дани Данону — председателю Всемирного движения «Ликуд». Броди, патриот Израиля, придаёт большое значение пропаганде израильской точки зрения в мире и рассматривает спортивные контакты как возможность познакомить с ней людей за рубежом; так, в 2009 году в рамках деятельности Лиги американо-израильской дружбы он привёз в баскетбольный лагерь в США 12 детей из Сдерота, подвергающегося ракетным и миномётным обстрелам из сектора Газа, дав им рассказать американцам о своей жизни. С 2010 года Броди официально выступает в роли посла доброй воли Израиля.

## Признание заслуг
По словам израильского баскетбольного комментатора Ярона Арбеля, история баскетбола в Израиле делится на две части — до и после Таля Броди. Его заслуги в развитии израильского спорта были отмечены в 1979 году Премией Израиля. В 1996 году его имя было включено в списки Международного еврейского спортивного зала славы, а два года спустя по результатам опроса газеты «Маарив» он был назван человеком, оказавшим наибольшее влияние на развитие спорта в Израиле и одним из пяти лучших баскетболистов в истории Израиля. За ним навечно закреплён номер 6 в команде «Маккаби» (Тель-Авив).
Европейские успехи Броди отмечаются и у него на родине, в США. В 1996 году Иллинойсский университет присвоил ему звание «Человека года», которое ежегодно присуждается одному из спортсменов, оканчивавших этот вуз, а в 2012 году университетская команда «Файтинг Иллинай» навечно закрепила за ним номер 12 (на той же церемонии номер 30 был закреплён за владельцем команды «Гарлем Глобтроттерс» Манни Джексоном, а номер 35 — за бывшей звездой этой же команды Говонером Воном). В 2011 году его имя было включено в списки Национального еврейского спортивного зала славы США.